# Shimoe Akiyama
Shimoe Akiyama (秋山 シモエ, Akiyama Shimoe), née le 19 mai 1903, décédée le 29 janvier 2019, était une supercentenaire japonaise dont l'âge est validé par le Groupe de recherche en gérontologie (GRG). À sa mort, elle était la deuxième personne vivante la plus âgée au Japon (derrière Kane Tanaka) et la troisième personne vivante validée la plus âgée au monde (derrière Kane Tanaka et Maria Giuseppa Robucci).

## Biographie
Shimoe Akiyama est née au Japon le 19 mai 1903. En 2017, elle a été reconnue comme la personne vivante la plus âgée de la préfecture d'Aichi par le ministère japonais de la Santé, du Travail et des Affaires sociales. Son âge a été officiellement validé par le Groupe de recherche en gérontologie le 16 avril 2018.
Après le décès de Chiyo Miyako le 22 juillet 2018, Shimoe Akiyama est devenue la deuxième personne la plus âgée du Japon et la troisième personne la plus âgée du monde.
Akiyama est décédée à Nagoya, dans la préfecture d'Aichi, au Japon, le 29 janvier 2019, à l'âge de 115 ans et 255 jours. Elle est actuellement la deuxième personne la plus âgée de la préfecture d'Aichi, après Tane Ikai.